# ج. راغو أشار
ج. راڭو أشار هو ناشط سياسي في مؤتمر الوطني الهندي، وعضو في كارناتاكا المجلس التشريعي.

## وصلات خارجية
- G. راغو أشار الشهادة